# Prionostemma coronatum
Prionostemma coronatum is een hooiwagen uit de familie Sclerosomatidae.